# Chris Albright
Christopher John Albright (* 14. Januar 1979 in Philadelphia, Pennsylvania) ist ein ehemaliger US-amerikanischer Fußballspieler auf der Position eines Abwehrspielers. Nach seiner Zeit als aktiver Fußballspieler wurde er Assistenztrainer und Technischer Direktor bei Philadelphia Union.

## Sportlicher Werdegang
Der 1,85 Meter große Albright begann seine Fußballerkarriere als Stürmer und spielte auf dieser Position zwischen 1997 und 1998 für die University of Virginia. Er wurde 1999 von der NCAA zu einem der besten Spieler der Division I – als sogenannter „Division I First-Team All-American“ – ernannt und als eines der größten Angreifertalente gehandelt. Im Jahr 1998 kam er zudem in der U-20-Nationalmannschaft zu 18 Einsätzen und schoss dabei zehn Tore. Für die Fußballmannschaft der UVA erzielte er in den Jahren von 1997 bis 1998 bei 48 Einsätzen 31 Tore.
Der Verein D.C. United belegte für das landesweite Drafting-System einen der hinteren Ränge und besaß damit nur eine geringe Chance auf die Verpflichtung eines Spielers aus dem sogenannten Project-40-Team (ein von dem Unternehmen Nike gesponsertes Joint-Venture zwischen der Major League Soccer (MLS) und dem US-amerikanischen Fußballverband United States Soccer Federation (USSF), das junge Fußballtalente bei ihrer Entwicklung helfen wollte), dem Albright angehörte. Dass Albright dennoch 1999 zu DC United wechseln konnte, verdankte er dem Umstand, dass ein Tauschgeschäft mit Miami Fusion ausgehandelt wurde, das im Gegenzug einen Wechsel Roy Lassiter von DC United nach Miami vorsah. Der Wechsel von Lassiter nach Miami trat jedoch erst im Jahr 2000 in Kraft, so dass beide noch gemeinsam 1999 den MLS Cup gewinnen konnten. Ebenfalls 1999 wurde Albright in der A-Nationalmannschaft der Vereinigten Staaten eingesetzt und schoss dabei am 8. September gegen Jamaika, bei seinem ersten Einsatz von Beginn an, sein erstes Tor. Zudem absolvierte er alle vier Spiele des U20-Teams bei der Junioren-Fußballweltmeisterschaft in Nigeria, wo die Vereinigten Staaten bis in das Achtelfinale vorrückten.
Im Jahr 2000 spielte Albright fortan in den Qualifikationsspielen der U23-Olympiaauswahl und anschließend bei der Olympiade in Sydney selbst, bei der die US-amerikanische Auswahl den vierten Platz erringen konnte. Bei DC United wurde Albright ab dem Jahr 2000 immer mehr zum Stammspieler, entwickelte aber fortan mit nur vier Toren in 56 Spielen eine schwache Trefferausbeute, was einen Rückzug Albrights in das rechte Mittelfeld zur Folge hatte. Bruce Arena stellte Albright sogar auf die Position des rechten Außenverteidigers und brachte somit dessen Stärken, die im körperbetonten Spiel und einer großen Schnelligkeit auf der Außenbahn liegen, auf neue Art zur Entfaltung.
Albright wechselte im Jahr 2002 zu dem Verein Los Angeles Galaxy und bekleidete fortan auch im Verein die Position des Rechtsverteidigers. Dort gewann er auf Anhieb seinen zweiten MLS Cup und gab dabei im Finale die Vorlage zum entscheidenden 1:0-Siegtreffer gegen New England Revolution von Carlos Ruiz. Aufgrund einer Knieverletzung kam er jedoch nur in 15 Spielen zum Einsatz und verpasste zwölf weitere. Im Jahr 2004 absolvierte Albright seine wohl vorerst beste Saison und wurde für das Major League Soccer All-Star Game nominiert, das er bei zwei eigenen Torvorlagen mit 3:1 gewinnen konnte.
In der Nationalmannschaft kam Albright sporadisch zum Einsatz und hatte den Kampf um die Position des Rechtsverteidigers bei der WM 2006 zunächst gegen Frankie Hejduk und Steven Cherundolo verloren. Die Verletzung Hejduks sorgte dann jedoch dafür, dass Albright nachträglich in den Kader berufen wurde. In dem Turnier selbst, als das US-amerikanische Team bereits nach der Gruppenphase ausschied, kam Albright jedoch in keinem der drei Spiele zum Einsatz.
Seit der Saison 2008 spielt Albright für die New England Revolution. In seiner ersten Saison bei den Revs gehörte er zum Stammkader in der Mannschaft. Ein Jahr später absolvierte er, aufgrund einer Verletzung, lediglich ein Spiel.
Am 14. Januar 2010 wechselte er zu den New York Red Bulls. Nachdem er seine Verletzung auskuriert hatte, wurde er zu einem starken Rückhalt für die Defensive der Red Bulls. Am 30. November 2011 entschied New York, seinen Vertrag nicht zu verlängern, und Albright kam in den 2011 MLS Re-Entry Draft. Dort wurde er von keinem anderen Team ausgesucht.
Am 13. Januar 2012 unterzeichnete er einen Vertrag bei Philadelphia Union. Nach zwei Spielzeiten erklärte er seinen Rücktritt und sein Karriereende.

## Erfolge
- 3× MLS-Cup-Sieger: 1999, 2002, 2005
- 2× MLS Supporters’ Shield: 1999, 2002
- 1× MLS Best XI: 2005
- 1× SuperLiga-Sieger: 2008